# Lista de rios do Sudão do Sul
Esta é uma lista de fluxos e rios no Sudão do Sul

## A
Rio Akobo

## B
Bahr al-Arab - Bahr el Ghazal - Bahr el Zeraf - Rio Baro - Rio Boro

## J
Rio Jur

## K
Rio Kangen - Rio Kidepo - Rio Kong Kong - Rio Kuru - Rio Kibish

## L
Rio Lol

## N
Rio Nilo - Rio Numatinna - Nilo Branco

## P
Rio Pibor - Rio Pongo

## S
Rio Sobat - Rio Sopo - Rio Sue

## V
Rio Veveno